# Neoregelia angustifolia
Neoregelia angustifolia là một loài thực vật có hoa trong họ Bromeliaceae. Loài này được E.Pereira mô tả khoa học đầu tiên năm 1975.